# باتمان: أركام أوريجنز
باتمان: أركام أوريجنز (بالإنجليزية: Batman: Arkham Origins؛ يترجم كـ « الرجل الوطواط: أصول أركام »)‏ هي لعبة فيديو صدرت عام 2013 من نوع أكشن-مغامرات من تطوير [[وارنر برذرز إنترآكتيف إنترتيمنت|وارنر برذرز. جيمز مونتريال] ونشر وارنر برذرز إنترآكتيف إنترتيمنت لمنصات البلاي ستيشن 3 والإكس بوكس 360 والوي يو إضافة إلى مايكروسوفت ويندوز. مبنية على شخصية دي سي كومكس الشهيرة باتمان. هي تتمة للعبة 2011 باتمان: أركام سيتي. تقع أحداث القصة قبل بضعة سنوات من باتمان: أركام أسايلم (2009) وتتبع باتمان عندما كان شاباً وأقل خبرة حيث يصبح هدف لمجرمي غوثام سيتي عشية عيد الميلاد، بعد أن يضع بلاك ماسك جائزة على رأسه. من المقرر إصدار اللعبة عالمياً في 25 أكتوبر، 2013 القصة: باتمان قليل الخبرة والشاب يبدأ با الذهاب الي سجن بلاك جيت (Black gate) الذي سيطر عليه (Black mask) ليكتشف ماذا يخطط بلاك ماسك لفعله وعندما يهزم (killer croc) يقوم با استجوابه وكيلر كروك يقول ان بلاك ماسك وضع جائزة عشرة ملاين دولار لمن يقتلك وعنده ثمانية قتلة للتخلص منك وهو في هذا الجزء لايعرف الجوكر حتي ولا يعرف ان بلاك ماسك كان الجوكر في البداية الجوكر قبض علي بلاك ماسك قبل بضعة أيام ثمة استخدم هوية بلاك ماسك لكي لا يتعرف عليه احد

## روابط إضافية
- الموقع الرسمي

## روابط خارجية
- باتمان: أركام أوريجنز على موقع IMDb (الإنجليزية)